# Estação Alonso Cano

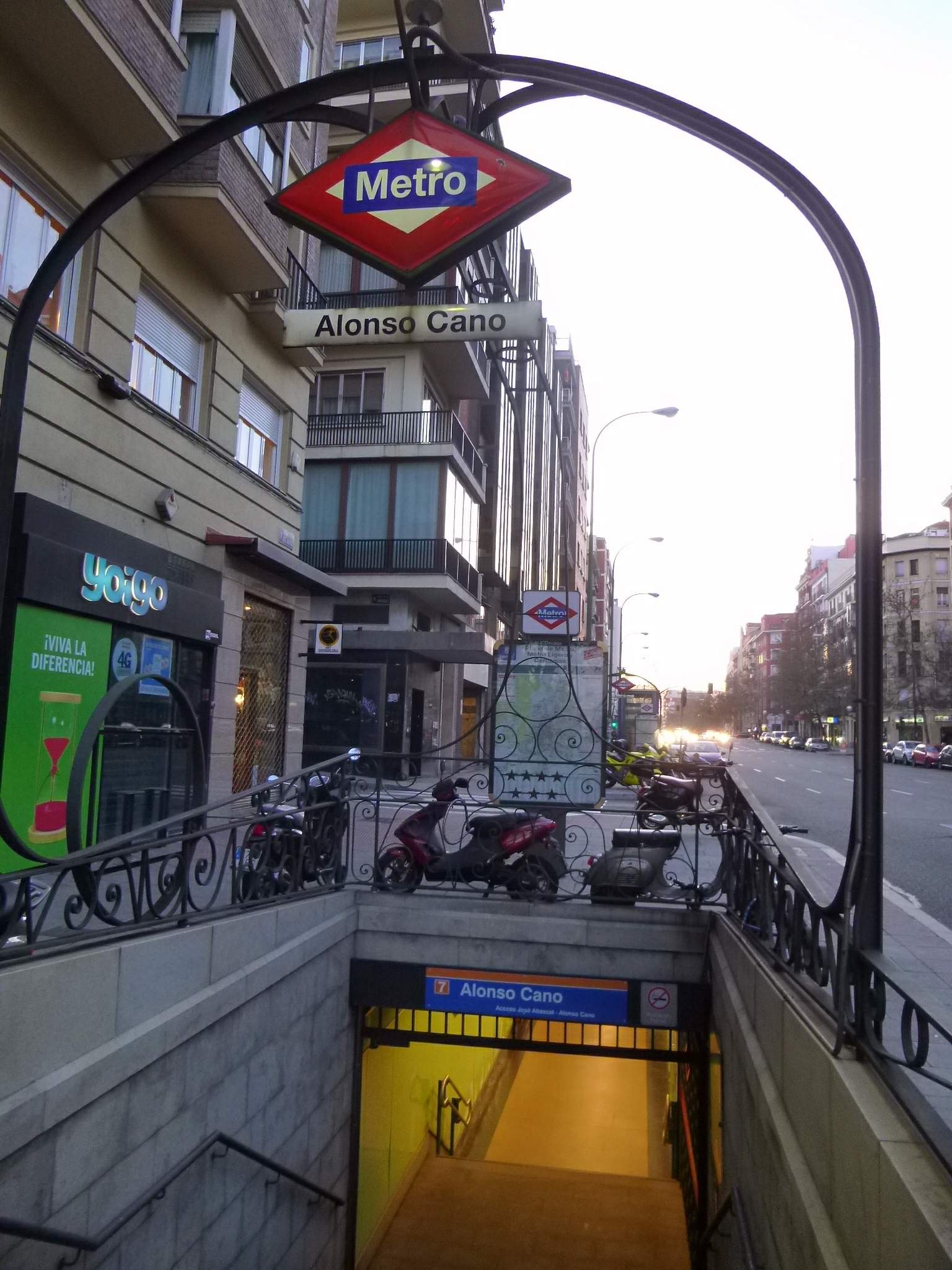
Acesso a estação.

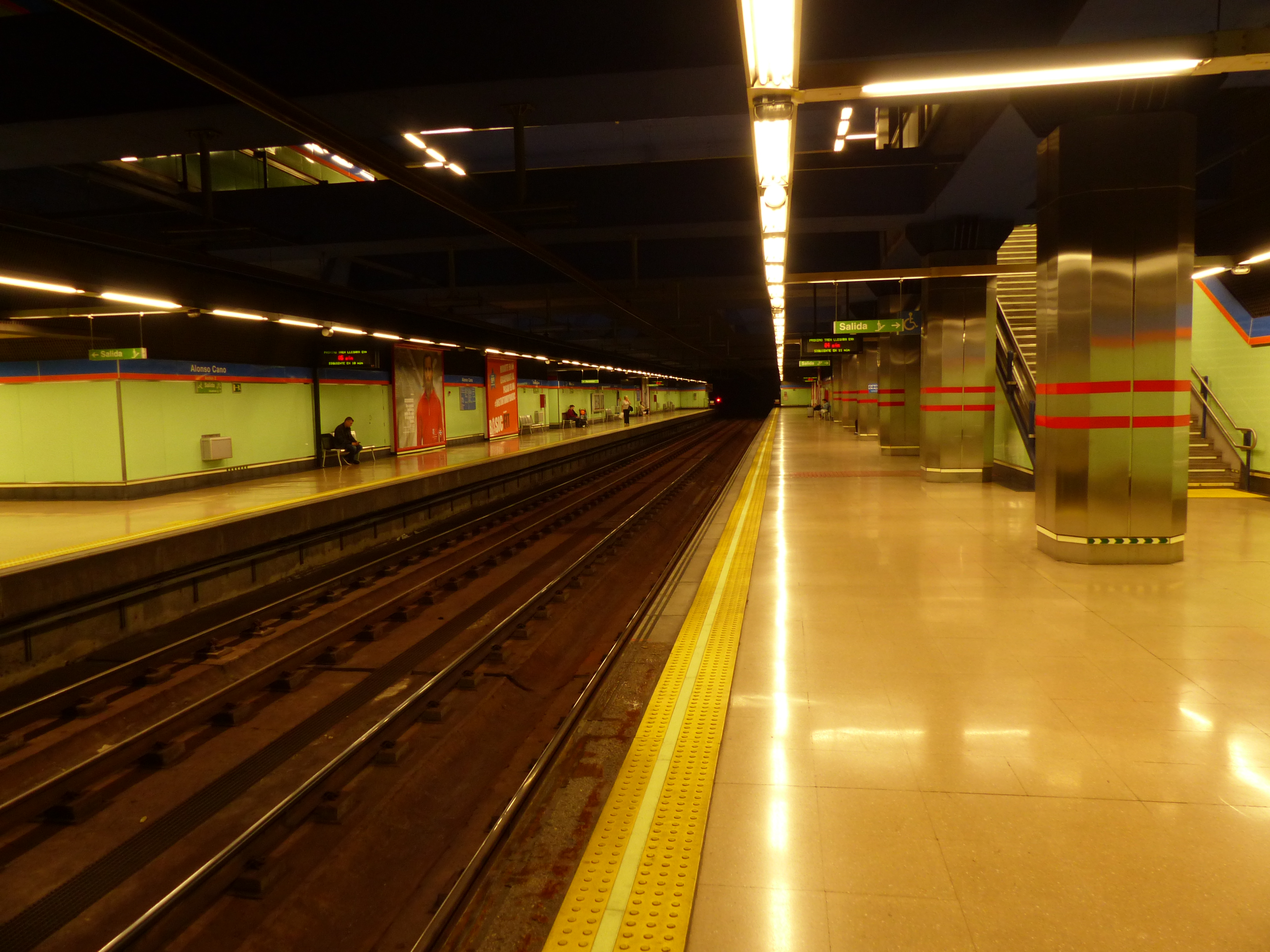
Plataforma de embarque.

Alonso Cano é uma estação da Linha 7 do Metro de Madrid. A estação está localizada sob a rua de José Abascal, em sua confluência com a rua de Alonso Cano, no distrito de Chamberí. 

## História
A estação abriu ao público em 16 de outubro de 1998. O nome da estação é em memória do pintor nascido em Granada Alonso Cano.